# Dulle Griet (schilderij)
Dulle Griet is een schilderij van Pieter Bruegel de Oude uit 1563. Het hangt in het Museum Mayer van den Bergh in Antwerpen, het is door de Vlaamse overheid erkend als Vlaams topstuk.
Bruegel heeft in dit werk twee tegenstellingen met elkaar gecombineerd: Dulle Griet op de voorgrond is de vrouw die zich gedraagt als een man, met de focus op hebzucht met daartegenover de Reus op de achtergrond die staat voor de man die zich gedraagt als een vrouw, met de focus op verspilling. Dit tegen de achtergrond van de hel, waar andere zonden aan bod komen bij de vechtende vrouwtjes, de duiveltjes en de minnende koppeltjes.

## Geschiedenis
Er is voor het eerst sprake van Dulle Griet in het Schilder-Boeck (1604) van Karel van Mander:

oock een dulle Griet, die een roof voor de Helle doet / die seer verbijstert siet / en vree[m]t op zijn schots toeghemaeckt is: ick acht dees en ander stucken oock in s’Keyers Hof zijn.
— Karel van Mander

De toenmalige keizer was Rudolf II (1576-1612), een groot liefhebber van kunst. Hij riep Praag uit tot nieuwe hoofdstad en bouwde er een enorme kunstcollectie op. In 1648 werd Praag echter geplunderd door de Zweden tijdens de Dertigjarige Oorlog. Een groot deel van de collectie werd als oorlogsbuit meegenomen naar Zweden waar het in bezit kwam van Christina I van Zweden. Aangezien Dulle Griet in 1894 terug boven water komt in een Zweedse collectie, vermoedt men dat het schilderij eveneens door plunderende Zweden werd meegenomen in 1648. In 1894 werd het aangekocht door Fritz Mayer van den Bergh op een veiling in Keulen voor de zeer lage prijs van 488 frank. Het stond daar te koop als “een paneel van de Helse Brueghel met een menigte spookgestalten”. Het werd dus niet herkend als een werk van Pieter Bruegel de Oude, maar toegeschreven aan diens oudste zoon Pieter Brueghel de Jonge, ook wel de Helse Brueghel genoemd. Fritz Mayer van den Bergh was een kunstverzamelaar uit Antwerpen en Bruegelkenner. Hij verzamelde uiteindelijk twee schilderijen en 22 gravures naar tekeningen van de meester. Mayer van den Bergh herkende het paneel onmiddellijk als een originele Bruegel. Enkele weken later schrijft hij een brief aan Max Friedländer waarin hij meldt dat hij het schilderij van Pieter Bruegel de Oude verworven heeft, nl. 'Dulle Griet', zoals het door Karel van Mander beschreven werd.

## Plaats in het oeuvre
Na zijn reis naar Italië (tussen 1552 en 1554) begon Bruegel als tekenaar van landschappen bij prentuitgever Hieronymus Cock in Antwerpen. In het midden van de 16de eeuw was de vraag naar prenten van Jheronimus Bosch zeer groot en misschien was het Cock die Bruegel ertoe aanzette om op die vraag in te spelen. In 1556-1557 werkte Bruegel aan een reeks met de Zeven Hoofdzonden als thema. Deze reeks werd omgezet in gravures en in 1558 uitgegeven door Hieronymus Cock en later vele malen herdrukt wegens de grote populariteit. Rond 1560 koos Bruegel ervoor om zich min of meer voltijds op zijn loopbaan als schilder te concentreren. Hij begon met zijn zeer bekende Wimmelbilder, namelijk de Spreekwoorden (1559), De Strijd tussen Vasten en Vastenavond (1559) en de Kinderspelen (1560). Daarna volgde Dulle Griet in 1563 met de hel als achtergrond. In 1562 schilderde hij De val der opstandige engelen met de hemel als achtergrond en de Triomf van de Dood met de aarde als achtergrond op hetzelfde formaat. Thematisch en stilistisch horen deze drie schilderijen bij elkaar met hun demonisch en Boschiaans karakter. In de jaren daarna volgden dan de bekende boerenschilderijen die Bruegel uiteindelijk de bijnaam Boerenbruegel zullen opleveren.

## Interpretatie

### Dulle Griet
Hoewel Dulle Griet een van Bruegels bekendste schilderijen is, heeft het al veel kunstkenners en toeschouwers op een dwaalspoor gezet. Het werk laat zich op het eerste gezicht maar moeilijk begrijpen. Nochtans werd het al in 1604 geïnterpreteerd door Karel van Mander in zijn Schilder-Boeck.
Het gaat dus over een dulle Griet die een roof voor de hel doet. Dul betekent boos, woest, razend. De inscriptie dul op de ondertekening van het paneel, zou aantonen dat de titel afkomstig is van Bruegel zelf, maar een restauratie in 2018 leidde tot de conclusie dat de inscriptie dul niet daadwerkelijk op het schilderij staat maar toevallige strepen in de verf zijn.
Taalgeleerde Jan Grauls kwam tot het besluit dat de figuur van Griet afgeleid is van de heilige Margaretha van Antiochië die zich volgens de legende tegen duivels moest verweren. Dulle Griet is de personificatie van de kijvende vrouw die de baas wil spelen over haar man, een zeer populair thema in de komische literatuur van de middeleeuwen en de nieuwe tijd.
Een roof voor de hel doen is een oud Nederlands spreekwoord en het uitgangspunt van dit schilderij. Het staat in het boekje ‘Gemeene Duytsche Spreckwoorden’ dat P. Warnersen publiceerde in 1550 in Kampen: Sie solde wel een roof voer die Helle hale[n] ende coemen ongeschendet weder. De Mechelse rederijkerskamer De Lischbloeme voerde tijdens het Landjuweel van 1561 in Antwerpen een stuk op waarin vermeld wordt: En Griete die den roof haelt voorde helle. De dulle Griet verpersoonlijkte dus het kwade wijf, de helleveeg, die duivel noch hel ontziet en nergens voor terugdeinst. Ze komt zelfs roven tot voor de poorten van de hel en komt er nog mee weg ook. Dat is de reden waarom van Mander schrijft dat de Hel seer verbijstert siet, en vreemt op zijn schots toeghemaeckt is. Menig kunstkenner dacht dat deze zin op Dulle Griet sloeg, waarbij sommigen zelfs beweerden dat ze in Schotse klederdracht gekleed was! Maar de zin slaat veeleer op de Hel die verbijsterd naar Dulle Griet kijkt. Het woord schots vinden we nog terug in het gezegde schots en scheef, het betekent vreemd, raar, gek. De Hel ziet er inderdaad heel vreemd uit, bijvoorbeeld de oogleden van houten planken.
Dat de vrouwen op dit schilderij geen ontzag hebben voor de hel of de duivel blijkt ook uit het ander spreekwoord dat hier getoond wordt: Ze zou de duivel op een kussen binden ofwel ‘ze weet met elke man raad’. Bruegel heeft dit tafereel trouwens al eens afgebeeld op de Spreekwoorden uit 1559. Heel toepasselijk is ook dit spreekwoord uit het tweetalige ‘Les Proverbes anciens flamengs et françois’ van François Goedthals, gedrukt bij Plantijn in 1568 te Antwerpen (p. 69): Eene vrauwe maeckt rage, twee eene drivage, drie eene iaermaert, viere een kivage, vijve een heer, ieghens sesse en heeft den duvel gheen geweer (Een vrouw maakt kabaal, twee een hoop moeilijkheden, drie een jaarmarkt, vier een ruzie, vijf een leger en tegen zes heeft de duivel geen verweer). 
Een ander spreekwoord op de Spreekwoorden dat ook terug te vinden is bij Dulle Griet is in het harnas steken ofwel ‘woedend zijn’, vandaar haar borstkuras. Haar ijzeren handschoen zou verwijzen naar iets met ijzeren handschoenen aangrijpen ofwel ‘iets met doortastendheid, geweld aanpakken’. In haar rechterhand steekt ze een zwaard vooruit. Grauls ontdekte in ‘Les Proverbes anciens flamengs et françois’ (p. 54) het spreekwoord: Il yroit à l’enfer l’épée au poing (Hij zou in de hel gaan met het zwaard in de hand) als equivalent van Eenen roof voor d’helle halen.

### Hoofdzonden

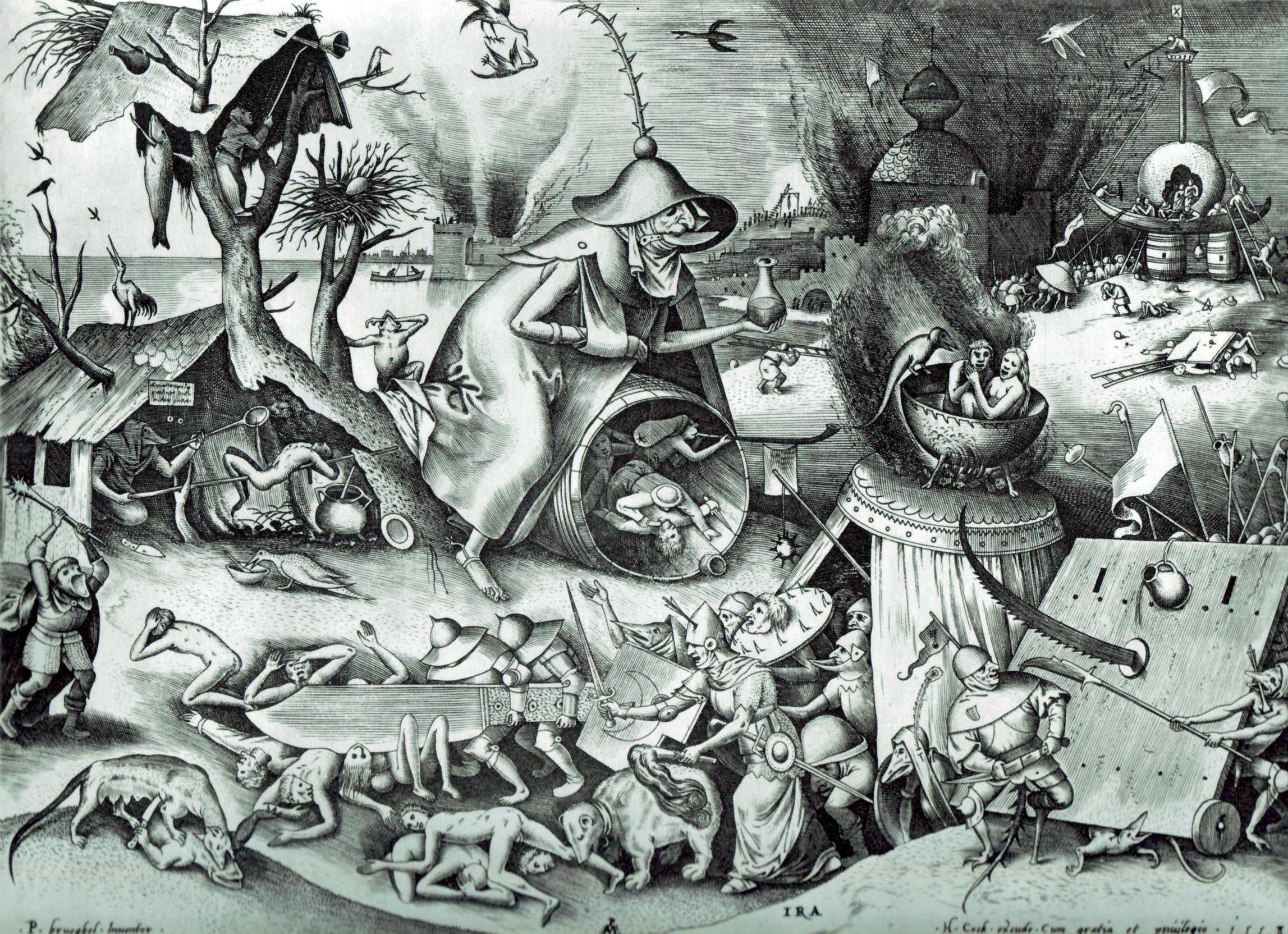
De gramschap (Ira), prent uit de reeks Zeven Hoofdzonden

Het valt op dat er een grote gelijkenis is tussen het schilderij Dulle Griet en de tekening Ira uit de reeks van de Zeven Hoofdzonden. Bij uitbreiding kunnen we zelfs stellen dat dit quasi geldt voor alle Zeven Hoofdzonden. Telkens zien we een vrouwenfiguur op de voorgrond en een reuzenfiguur op de achtergrond, omgeven door helse scènes in de traditie van Bosch. Veel van die scènes worden herhaald in Dulle Griet.
- Ira (Gramschap): De gelijkenis tussen Dulle Griet en de allegorische figuur Ira, de klok in de boom, het scheeps- en oorlogstuig, de stormhelm, de grote ketel, de schuit met daarin een sfeer.
- Avaritia (Hebzucht): Het hoofddeksel van de Hel lijkt op de trompetvormige kooi met sierlijk gebogen tak, daarnaast ook de pad en het geld dat naar beneden valt.
- Desidia (Luiheid): De reus die met stokken wordt aangepord om zich te ontlasten (de uitbeelding van schuttingtaal “He is too lazy to shit”) lijkt goed op de zittende reus achter Dulle Griet die zichzelf ontlast door het geld uit zijn achterste te scheppen.
- Superbia (Hoogmoed): Er is een zekere gelijkenis tussen het hellegebroed dat kruipt uit een ei met pootjes en het ei waarin een aantal vogeltjes piepen.
- Gula (Gulzigheid): De Hel bij Dulle Griet lijkt goed op de molen op de achtergrond van Gula. Beide hebben een grote opengesperde mond die gevuld wordt, een goed oog en een oog dat vervangen werd door een rond glasraam. Op de achtergrond staat een grote bierkan, terwijl bierkannen ook duidelijk in beeld komen op Gula.
- Invidia (Afgunst): Op beide worden gebouwen bestormd met ladders en vallen monstertjes aan met kruisbogen. Typisch voor afgunst is namelijk dat men het bezit van een ander wil vernielen.
- Luxuria (Lust): Het mond-anusmannetje, het duiveltje dat met opengesperde beentjes zijn achterwerk toont, het vrijende koppel in de glazen sfeer en het minnende paartje ongeveer in het midden komen op beide werken voor.

De grote gelijkenis tussen scènes op Dulle Griet en de Zeven Hoofdzonden doet vermoeden dat Bruegel in Dulle Griet een samenvatting geeft van de zeven hoofdzonden. Dulle Griet zelf is duidelijk een symbool voor gramschap (dul), hoogmoed (Griet als de bazige vrouw), hebzucht (roven tot voor de hel) en hier kan eventueel ook afgunst aan gekoppeld worden. Haar rode neus, het vaatwerk en de grote pan in haar buit kunnen wijzen op gulzigheid. Misschien verwijst de losse riem in de buit naar een losse gordel en dus losbandige seksualiteit of lust, maar dit lijkt eerder vergezocht. De verwijzing naar de lust is veel duidelijker te zien in de exhibitionistische duiveltjes en minnende koppeltjes. De plunderende vrouwen gedragen zich als kleine Grietjes en worden evenals hun leidster gedreven door afgunst en hebzucht. Fysieke luiheid is niet onmiddellijk te vinden in Dulle Griet, maar de oorspronkelijke hoofdzonde was morele luiheid en dan vooral luiheid in het geloof. Het is duidelijk dat Dulle Griet het geloof verwaarloost, want haar zondig gedrag en haar ‘roof voor de hel’ wijzen erop dat ze geen cent geeft om de Dag des oordeels.

### De Reus

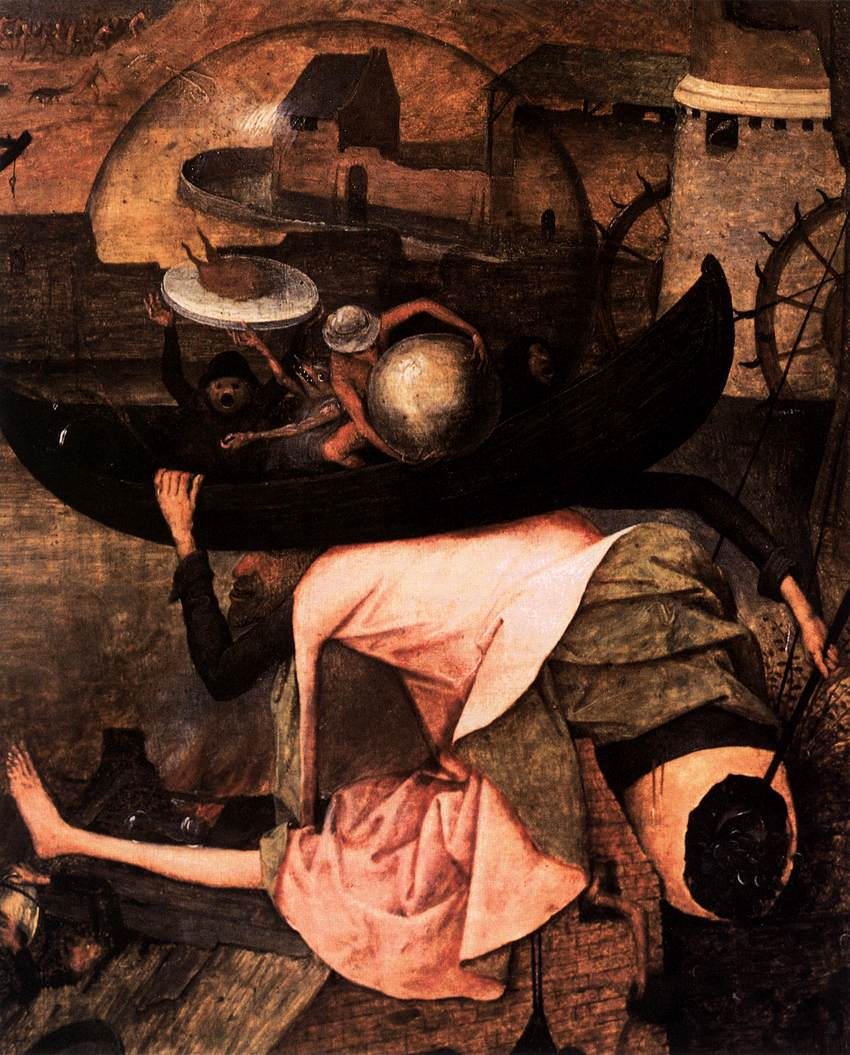
De Reus

De Reus op de achtergrond is nog moeilijker te interpreteren dan Dulle Griet. Wel is het duidelijk dat hij de tegenpool vormt van Dulle Griet: zij schraapt alles bij elkaar, hij gooit alles weg. Nochtans worden verkwisting en verspilling eerder met vrouwen geassocieerd. Dat is ook de reden waarom de Reus met stoppelbaard roze vrouwenkleding draagt en een grote pollepel vasthoudt, een typisch attribuut van huisvrouwen. Dulle Griet is de vrouw die zich als man gedraagt, de Reus is de man die zich als vrouw gedraagt. Het hele schilderij ademt trouwens die sfeer van een omgekeerde wereld uit. Sellink zegt hierover: Het spotten met de traditionele man-vrouwrelaties en het omkeren van de alom geaccepteerde hiërarchische verhouding tussen de seksen was in de zestiende eeuw in de Nederlanden erg populair. Talloze afbeeldingen van ‘vrouwenlisten’ en van vrouwen die letterlijk en figuurlijk de broek dragen getuigen daarvan.
Met zijn pollepel schept de Reus geldstukken uit zijn achterste. Volgens Grauls wordt hier het spreekwoord opscheppen met de grote pollepel in beeld gebracht. Dit verwijst naar verspilling en verkwisting. De Reus strooit namelijk kwistig zijn geld in het rond. Later zal ‘opscheppen’ het synoniem worden voor overdrijven, snoeven. Nog beter past hier het spreekwoord (zijn goed) door de billen lappen, dit is geld verkwisten of verteren door goede sier te maken.
De Reus draagt een schip op zijn schouder. Veel auteurs hebben dit schip verbonden met het bekende Narrenschiff van Sebastiaan Brant, uitgegeven in 1494 en vele malen herdrukt en vertaald. In dit satirisch gedicht beschrijft Brant in een honderdtal korte hoofdstukken de verschillende soorten narren en dwazen die doelloos rondvaren in hun narrenschip. Een van de hoofdstukken wijdt hij aan slechte vrouwen die hun mannen domineren (LXIV: Von bösen Weibern). In prenten en schilderijen verschijnt het narrenschip meestal om de verkwisting aan te klagen. Het schip wordt dan bevolkt met narren die aan het brassen zijn met drank en eten. Zoals ook de wezentjes doen op het schip gedragen door de Reus. Het bekendste voorbeeld in de kunst is Het Narrenschip van Jheronimus Bosch. Oorspronkelijk vormde dit schilderij één paneel met de Allegorie op de gulzigheid. Dit paneel vormde het linker binnenluik van een drieluik, waarvan het middenpaneel verloren is gegaan. Het rechter binnenluik bestond uit De dood van een vrek. Dus ook in dit werk merkt men de tegenstelling tussen hebzucht en verkwisting, net als in Dulle Griet.

## Historische context
Waarom focust Bruegel zo op de omgekeerde wereld, op vrouwen die zich de baas wanen? Sowieso was het een thema dat veel aan bod kwam in kluchten, spotdichten en spreekwoorden. Maar misschien heeft het ook te maken met het feit dat in 1563 zowel de Nederlanden, Engeland, Frankrijk als Schotland werden geregeerd door vrouwen. Sinds 1559 trad Margaretha van Parma op als landvoogdes in de Nederlanden voor Filips II van Spanje. In Engeland was Elizabeth I sinds 1558 aan de macht gekomen. In Frankrijk nam Catharina de' Medici vanaf 1560 het regentschap waar voor de 10-jarige Karel IX, nadat op korte tijd al haar man en oudste zoon waren gestorven. In 1561 ten slotte nam Maria Stuart officieel de regering van Schotland op zich.

## Onderzoek en restauraties
In 2012 heeft een team van de UGent onder leiding van prof. Maximiliaan Martens de Dulle Griet aan een diepgaand onderzoek onderworpen met infraroodreflectie en röntgenstraling. Daardoor werden een aantal discussies definitief beslecht. Linksonder staat BRVEGEL · MD · LXIII, dus 1563. Lange tijd heeft men aangenomen dat het uit 1561 of 1562 stamde. Dit kwam aan het licht na een restauratie in 2017 en 2018. Bovendien heeft Pieter Bruegel geen inscriptie Dul op het doek geplaatst. Het blijken slechts lusvormige strepen te zijn, die mogelijk toevallig zijn aangebracht in de verflaag.
Pigmentonderzoek leerde dat de grauwgrijze jurk van Dulle Griet oorspronkelijk felblauw was. Bruegel gebruikte het goedkope smalt in plaats van het zeer dure ultramarijn, maar smalt heeft als nadeel dat het langzaam grijs wordt. Een ander voorbeeld hiervan is het niet te herkennen dier dat op de boom voor de Hel kruipt met een harp in zijn hand. In infrarood komt heel duidelijk een pad in beeld, een symbool van zondigheid. Op de ondertekening steekt Dulle Griet haar tong uit, maar Bruegel heeft dit detail uiteindelijk weggelaten.

## Trivia
Het schilderij is de titel van het Suske en Wiske-stripboek De dulle griet.